# Félines-Termenès
Félines-Termenès là một xã trong tỉnh Aude thuộc vùng Occitanie, Pháp. Người dân địa phương trong tiếng Pháp gọi là Félinois.

## Hành chính
| Danh sách các xã trưởng                |           |                  |      |         |
| Giai đoạn                              | Giai đoạn | Tên              | Đảng | Tư cách |
| 2001                                   | 2014      | Jean Marie Saury |      |         |
|                                        | 2001      | André Pla        |      |         |
| Tất cả các dữ liệu trước đây không rõ. |           |                  |      |         |

## Thông tin nhân khẩu
| Năm | 1962 | 1968 | 1975 | 1982 | 1990 | 1999 |
| --- | ---- | ---- | ---- | ---- | ---- | ---- |
| Dân số | 83   | 105  | 108  | 106  | 107  | 110  |
| From the year 1968 on: No double counting—residents of multiple communes (e.g. students and military personnel) are counted only once. |      |      |      |      |      |      |